# X-ray Imaging and Spectroscopy Mission
X-Ray Imaging and Spectroscopy Mission (XRISM) è una sonda giapponese in collaborazione con NASA ed ESA per lo studio della formazione della struttura dell'universo e della materia oscura. Il lancio è stato effettuato il 6 settembre 2023 alle ore 23:42 UTC ed è partito dal Centro spaziale di Tanegashima insieme a Smart Lander for Investigating Moon il lander che andrà invece sulla Luna.

## Caratteristiche della missione
XRISM eseguirà osservazioni spettroscopiche a raggi X ad alta risoluzione del plasma all'interno delle galassie nell’universo. Queste osservazioni permetteranno di determinare i flussi di massa ed energia, rivelando la composizione e l'evoluzione degli corpi celesti. La missione servirà come flusso di continuità tra le sonde a raggi x precedenti e Advanced Telescope for High Energy Astrophysics (ATHENA) prevista per il 2035.

### Strumentazione
XRISM trasporta due strumenti per studiare l'universo:
- Resolve: uno spettrometro a raggi X. Combina un XMA (X-ray Mirror Assembly) accoppiato con uno spettrometro calorimetrico a raggi X. Fornisce una risoluzione energetica non dispersiva di 5-7 eV nella banda passante di 0,3-12 keV, con un campo visivo di circa 3 minuti d'arco.
- Xtend: imager a raggi X, composto da una serie di quattro rilevatori CCD il cui campo di vista è di 38x38 minuti d'arco nell'intervallo di energia 0,4-13 keV, utilizzando un identico gruppo specchio a raggi X.[3]